# Južni Pajuti
Južni Pajuti (Southern Paiute) ali tudi samo Pajuti je ime za skupino šošonskih plemen in band numijske veje velike uto-azteške jezikovne družine iz zahodnega Utaha, severne Arizone, Nevade ter vzhodne in južne Kalifornije. 

## Ime
Ime Pajuti se danes prevaja kot 'pravi Ute' ali "vodeni Ute", vendar Swanton pravi, da je pomen imena neznan. Izraz Pajuti naj se uporablja le za skupino južnih Pajutov, ki so jezikovno sorodni Jutom, s katerimi spadajo med Južne numijske govorce. Skupine Severnih Pajutov niso tesno sorodne in jim je zato vedno treba poudariti 'severno' ime. Pajuti ali Južni Pajuti sami sebe imenujejo Nüma ('ljudje'), natančneje "nuwuvi", ki se je pri Panamintu spremenilo v "numü". Druga plemena so jih imenovala z različnimi opisnimi imeni, tako so jih Kansa imenovali Da-da'-ze ni'-ka-cin'-ga ali "grasshopper people". Ime je etnografsko pomembno, saj se nanaša na navado lovljenja in uživanja skakavcev, kar je bilo značilno tako za Jute kot za Pajute. Pri Šošonih so bili znani kot Hogapä'goni ali "rush-arrow people". Simpson (1859) je te Indijance poimenoval Snake Diggers ali Ute Diggers zaradi njihove navade kopanja korenin, ki je bila razširjena med temi plemeni iz jugozahoda. Izraz Diggers (Kopači) je postal pogost izraz za Pajute.

## Zgodovina
Južni Pajuti so prišli v stik s Španci v 16. in 17. stoletju, a jih ti niso veliko motili. Njih je prvi sistematično opisal oče Escalante, ki je leta 1776. potoval skozi njihovo ozemlje. Do spremembe življenja teh puščavskih in polpuščavskih ljudi je prišlo šele po izgonu Špancev in prihodu Američanov. Indijanci kot nomadi so bili ovira, miroljubni, kot so bili, so se, v nasprotju s svojimi severnimi imeni, hitro preselili v številne majhne rezervate, kjer živijo še danes. Po ocenah naj bi bilo leta 1700 Južnih Pajutov okoli 1.500, številka pa je ostala precej stabilna do pozne druge polovice 19. stoletja. Leta 1900 jih je bilo okoli 900, od tega 50 v Kaliforniji. V sodobnem času (2000.) število Južnih Pajutov v ZDA presega 800. Po nekaterih podatkih so Južni Pajuti v Nevadi imeli 11 band, 8 band v Utahu, 3 v Kaliforniji in dve v Arizoni.
V Kaliforniji danes živijo na rezervatu Tule River. V Utahu so razdeljeni v bande: Shivwits Band, Indian Peaks Band, Kanosh Band, Koosharem Band in Cedar Band. V Nevadi so: Las Vegas Pajuti, Pahrump in Moapa; Kaibab s Kaibab rezervata in Willow Springs Pajuti v rezervatu Navaho v Arizoni; Indijance Chemehueve iz Kalifornije bi morali ločeno voditi.

## Etnografija
Južni Pajuti pripadajo velikemu kulturnemu bazenu in so kulturno sorodni Zahodnim Šošonom. Lov, nabiralništvo, ribolov ter nekaj kmetijstva je bilo prisotno ob reki Virgin. Njihov jezik je najbližje soroden tistim, ki jih govorijo Juti (Ute) in Chemehuevi. Tradicionalno so podobni zahodnim šošonom nabiralcem.semena, orehov, manjših živali prilagojenih tem žejnim krajem, in zelo pomembno je omeniti amarant Arhivirano 28. september 2007 na Wayback Machine., ki nima nič skupnega z evropskim repkom, Indijanci pa so ga želeli v velikih količinah. Pri Aztekih so ga imenovali "huautli" ali 'sveta rastlina', to je rastlina bogata s proteini in škrobom, William Edwin Safford in Carl O. Sauer pa izpostavljata pomen te rastline v prehrani domorodcev.
Tam, kjer je bilo mogoče, kot ob Virgin river, so Indijanci sadili koruzo, različne buče, fižol, sončnice in drugo zeli. Majhne živali, kot so kobilice, so lovili Pajuti, njim sorodni Juti pa so jih imenovali tudi Grasshopper Indijanci, tako pomembno je bilo to za njihovo prehrano. Dom Pajutov je bil začasno zavetje 'wickiup', oblačila so bila skromna in so sestojala iz plaščev iz zajčjega krzna. Košarstvo je bilo dokaj razvito. Košare so služile tako za zbiranje semen in drugega, kot tudi za kuhanje hrane in postrežbo, kot so to počeli najbolj znani Pomo Indijanci v košarstvu.

## Skupine Južnih Pajutov
Skupine Južnih Pajutov so: Hokwaits*, Ichuarumpats, Kaibab (Kaivavwits), Kaiparowits, Kwaiantikwokets (San Juan Southern Paiute), Kwiengomats, Kwiumpus, Moapariats, Moquats ali Mokwats*, Movwiats ali Moviats*, Nauwanatats, Nogwats, Nuaguntits, Pagaits, Paguits, Paraniguts, Paroosit (St. George band, Parrusits, Yanawant), Paruguns, Parumpaiats, Parumpats, Paspikaivats, Pawipits, Pintiats, Sauwontiats, Shivwits, Timpashauwagotsits ali Tümpisagavatsits*, Tsuwarits, Uainuints, Uinkarets, Unkakanigut], Unkapanukuints, Utumpaiats in Yagats*. Med njimi so tudi skupine Chemehuevi*, ki so bile nekoč povezane z Južnimi Pajuti.